# Neuberend
Neuberend település Németországban, Schleswig-Holstein tartományban. Lakosainak száma 1176 fő (2023. december 31.).

## Népesség
A település népességének változása:
| Lakosok száma | 747  | 1138 | 1143 | 1157 | 1154 | 1176 |
|               | 1975 | 2017 | 2019 | 2021 | 2022 | 2023 |